# エリザベス・シッペン・グリーン
エリザベス・シッペン・グリーン（Elizabeth Shippen Green、1871年9月1日 - 1954年5月29日）は、アメリカ合衆国のイラストレーターである。「The Ladies' Home Journal」、「The Saturday Evening Post」、「Harper's Magazine」といった雑誌のイラストを描いた。

## 略歴
フィラデルフィアで生まれた。フィラデルフィアのペンシルベニア美術アカデミーに1887年に入学し、トマス・アンシュッツやトマス・エイキンズ、ロバート・ヴォノーに学んだ後、ドレクセル大学でイラストレーターのハワード・パイルのもとで学び、ヴァイオレット・オークリー（Violet Oakley: 1874-1961）やジェシー・ウィルコックス・スミス（1863-1935）と知り合った。
19世紀になって美術教育を受ける女性が増え、女性芸術家たちは、女性たちの芸術協会を設立するなどして、職業美術家として自立した活動を始め「新しい女性たち（New Woman）」と呼ばれた。また多くの雑誌が出版され、女性読者の増加は女性の視点に立ったイラストの需要が増加して、グリーンはジェニー・オーガスタ・ブランズクームやジェシー・ウィルコックス・スミス、ローズ・オニール、ヴァイオレット・オークリーといった女性イラストレーターとともに活躍した。
エミリー・サーテインらが設立したフィラデルフィアの女性の美術クラブ「The Plastic Club」のメンバーになり、ハワード・パイルの学生であったエレノア・アボットやジェシー・ウィルコックス・スミス、ヴァイオレット・オークリーらと活動した。
エリザベス・シッペン・グリーンは『St. Nicholas Magazine』や『Woman's Home Companion』、『サタデー・イブニング・ポスト』のイラストの制作を始め、1901年に月刊誌『ハーパーズ・マガジン』と独占契約を結んだ。書籍の挿絵も制作した。
1903年に、グリーンとフローレンス・スコーヴェル・シンは、イラストレーター協会（Society of Illustrators）の準会員に選ばれた最初の女性となった。（当時女性は正会員にはなれなかった。）1905年には、ペンシルベニア美術アカデミーの定期展でメアリー・スミス賞を受賞した 。
グリーンはオークリーとスミスと、生涯の友人になり、フィラデルフィアで一緒に暮らした。1911年に40歳のときに建築学教授のヒューガー・エリオットと5年間の婚約の後、結婚した。仕事は続け、1947年には、夫と一緒にナンセンスな詩のアルファベットに関する書籍、『An Alliterative Alphabet Targeted at Adult Abecedarians』を出版した。
1954年に5月29日にフィラデルフィアで亡くなった。
1994年にイラストレーター協会の名誉殿堂（Society of Illustrators Hall of Fame）に選ばれた。

## 作品

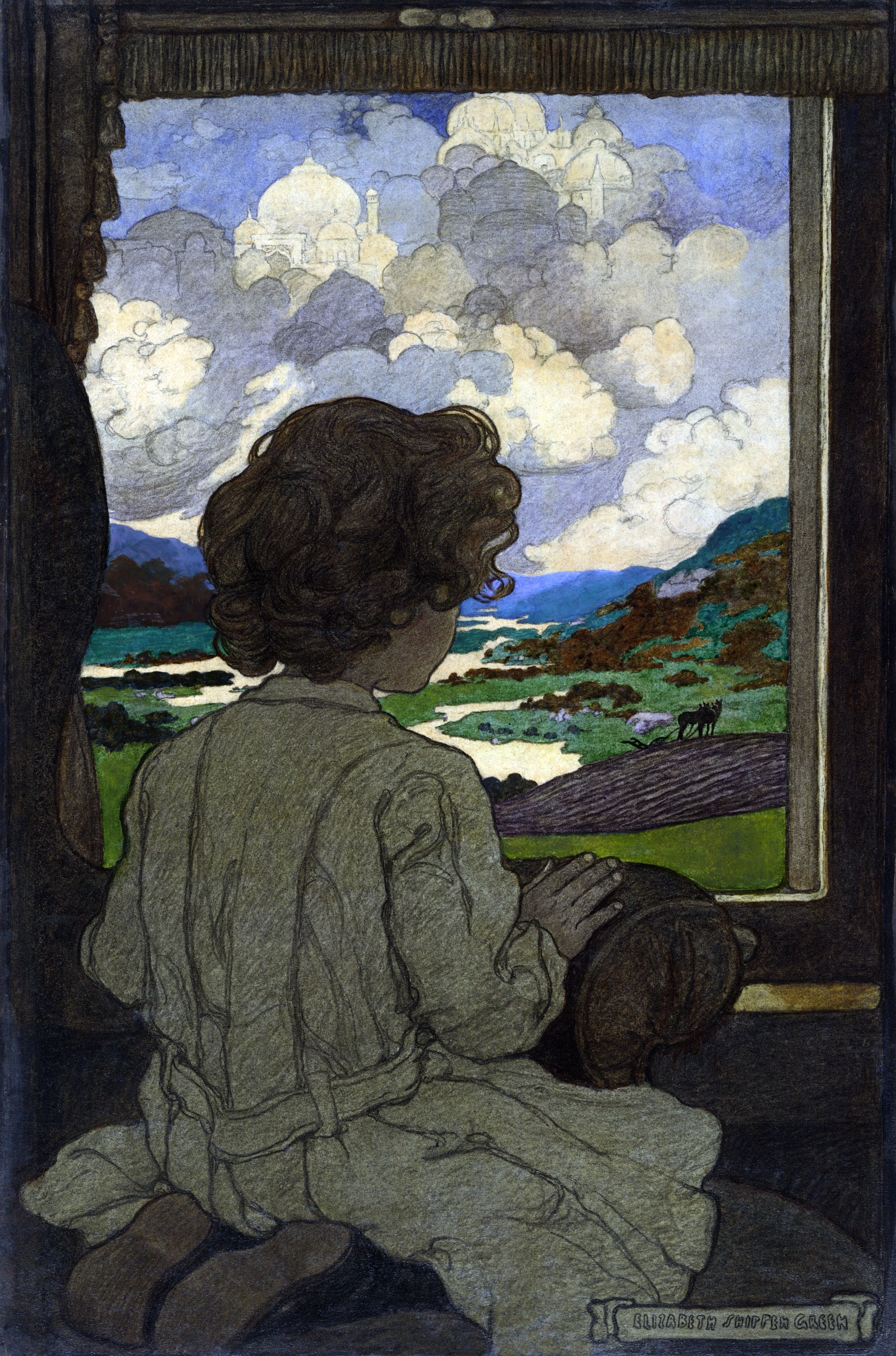
"The Journey"、Josephine Preston Peabodyの詩集の挿絵 (1903)
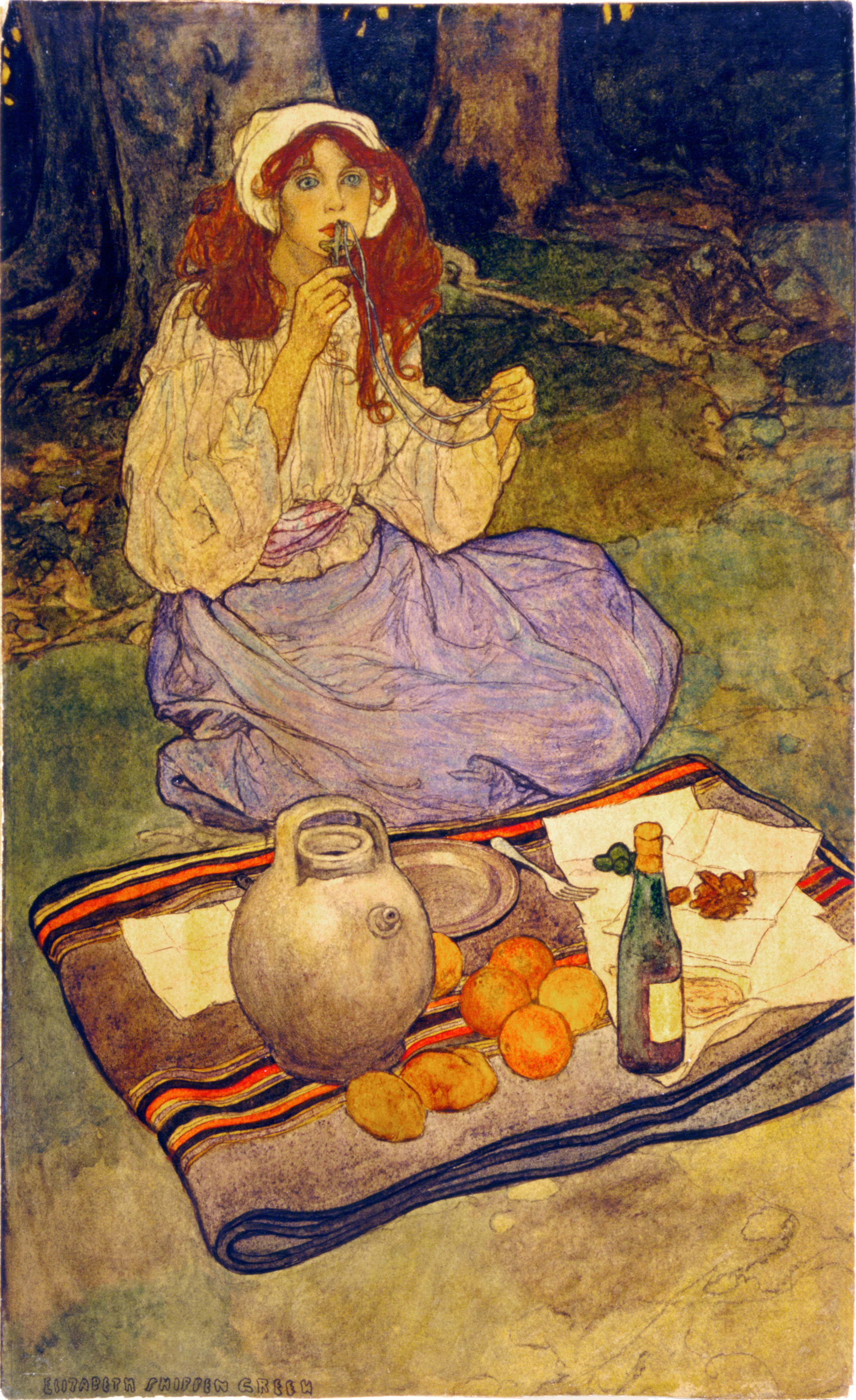
『ハーパーズ・マガジン』の挿絵(1906)
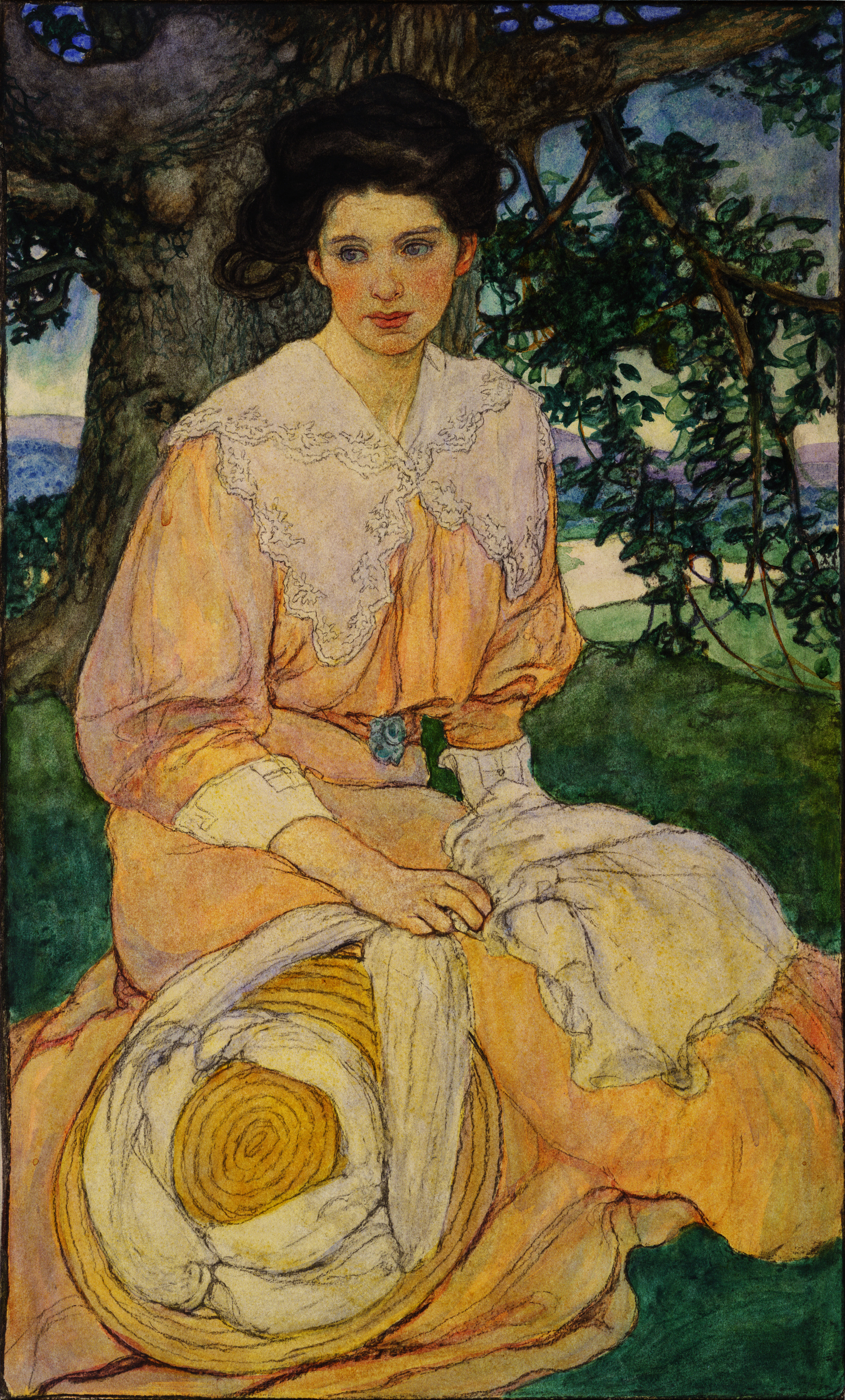
『ハーパーズ・マガジン』の挿絵 (1908)
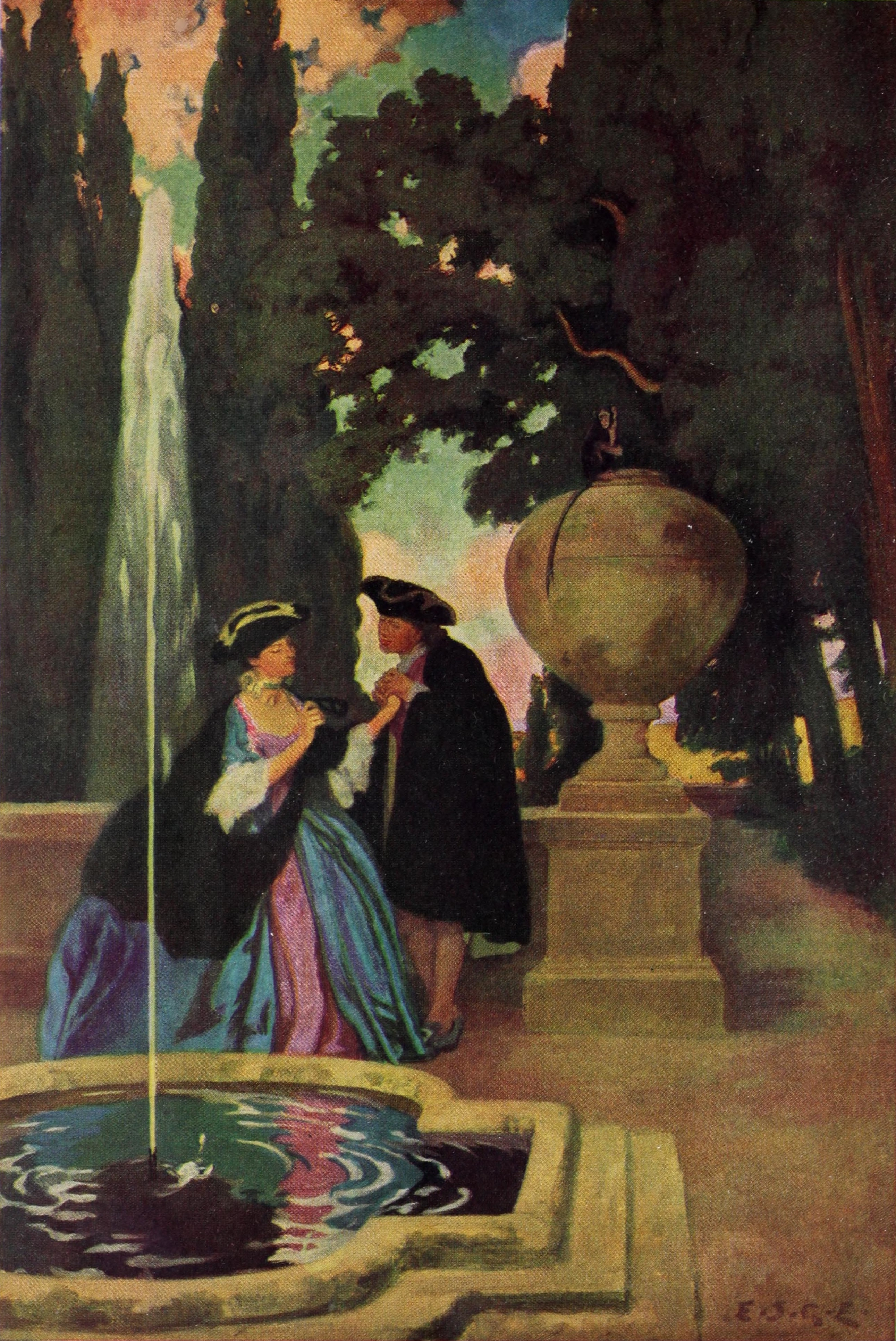
『ハーパーズ・マガジン』の挿絵 (1922)